# Pleurodema cinereum
Espèce
Synonymes
- Paludicola alpina Andersson, 1906

Statut de conservation UICN

 LC  : Préoccupation mineure
Pleurodema cinereum est une espèce d'amphibiens de la famille des Leptodactylidae.

## Répartition
Cette espèce se rencontre entre 1 600 et 4 200 m d'altitude, :
- dans le nord-ouest de l'Argentine ;
- en Bolivie dans les départements de Santa Cruz, de Tarija, de Cochabamba, de Chuquisaca, de La Paz, d'Oruro et de Potosí,
- dans le sud du Pérou.

## Publication originale
- Cope, 1878 "1877" : Synopsis of the cold blooded vertebrates procured by Prof. James Orton during the exploration of Peru in 1876–77. Proceedings of the American Philosophical Society, vol. 17, p. 33–49 (texte intégral).